# Sporoxeia rosea
Sporoxeia rosea är en tvåhjärtbladig växtart som först beskrevs av André Guillaumin, och fick sitt nu gällande namn av Carlo Hansen. Sporoxeia rosea ingår i släktet Sporoxeia och familjen Melastomataceae. Inga underarter finns listade i Catalogue of Life.